# Juan López de Sequeira
Juan López de Sequeira (fl. c.1582-1608) fue un gobernante colonial español nacido en Portugal y entre 1602 y 1607 fue gobernador de Veraguas, que abarcaba la parte oeste de la actual Panamá.

## Biografía
Se sabía que era portugués de nacimiento y en 1592 se le otorgó su carta de naturaleza como español. Previo a su cargo como gobernador, residió por más de 20 años en Santo Domingo, siendo parte de una élite de lusos acaudalados que estaban asentados en el Caribe y contrajo matrimonio con María de Rabelo, considerada «hija y nieta de conquistadores». 
Su nombramiento se hizo con el fin de dominar y pacificar a los indígenas coclé del área entre el río Coclé del Norte y la isla Escudo de Veraguas, siguiendo los designios del rey de España Felipe III y de la Real Audiencia de Panamá. Se consideraba a los indígenas del área de Coclé como belicosos y reacios ante los españoles.
Desde Santo Domingo y haciendo escala en varios puntos, el 1 de marzo de 1602 llegó al poblado de Remedios, capital de la gobernación, para asumir el cargo. Lo encontró en un estado de abandono y virtual caos con indígenas rebeldes, logrando poner en orden. Adicionalmente entre septiembre y octubre de 1602, ordenó a un lugarteniente llamado Francisco de Gama, la fundación de un asentamiento entre Remedios y la ciudad de Alanje, con indígenas de la zona, para reforzar la presencia colonial y que eventualmente se convirtió en el pueblo de David.
En 1603 se trasladó al poblado de Montijo y formó un ejército con unos 110 españoles de la localidad, y otros provenientes de La Villa de Los Santos y Natá de los Caballeros, 12 negros y 129 indígenas (104 hombres y 25 mujeres cocineras). Desplazándose hasta el área de Coclé del Norte, el ejército de López de Sequeira sometió a los indígenas de la zona con dureza y según reportes, en dos meses había logrado dominarles. 
Posteriormente, fundó en la desembocadura del Coclé del Norte un asentamiento llamado «Nueva Lisboa» y refundó el poblado de Belén, en las orillas del río del mismo nombre, con el fin de poder explotar la presencia de oro que existía en la zona. No obstante, se señaló a López de Sequeira de llevar una campaña de exterminio de indígenas, que motivó a la traída de esclavos negros en las minas de oro y un agotamiento abrupto de los recursos que hizo que al poco tiempo muchos se movieran a Portobelo o a la Ciudad de Panamá, dejando solo al gobernador con un puñado de soldados y trabajadores. 
Debido a la situación crítica que dejó, se le señaló de «mal gobierno» y de haber causado un «abuso excesivo contra los indígenas», siendo apresado en 1605 y enviado a Panamá a la cárcel del Tribunal de la Audiencia, quedando dos años detenido. Durante el proceso, se le acusó además de coaccionar a los testigos para que le favorecieran judicialmente y también se le insinuó una sospecha de ser un judaizante (había un estigma de que muchos portugueses lo eran) y debido a su origen luso existió mucho recelo por el comportamiento de éstos ante la Corona española, por lo que se solicitó que desde Madrid se emitiera sentencia, quedando suspendido de oficio por un año y fue devuelto a España.
La última referencia de López de Sequeira fue en 1608, de parte de Alonso de Sotomayor, del Consejo de Guerra y quien mantenía una amistad; comentó que López de Sequeira estaba en una situación económica tan grave que debió abandonar su esposa en Panamá. Las localidades de Nueva Lisboa y Belén eventualmente fueron abandonadas, y en el caso de David, se mantuvo por varias décadas sin ser reconocida formalmente como pueblo (existe una teoría que López de Sequeira lo nombró en referencia al rey judío) y no fue hasta 1732 que se construyó una ermita como una forma de reconocimiento.